# Сарско
Сарско (на словенски: Sarsko) е село в Словения, регион Средна Словения, община Иг. Според Националната статистическа служба на Република Словения през 2015 г. селото има 69 жители.